# 深溝 (幸田町)

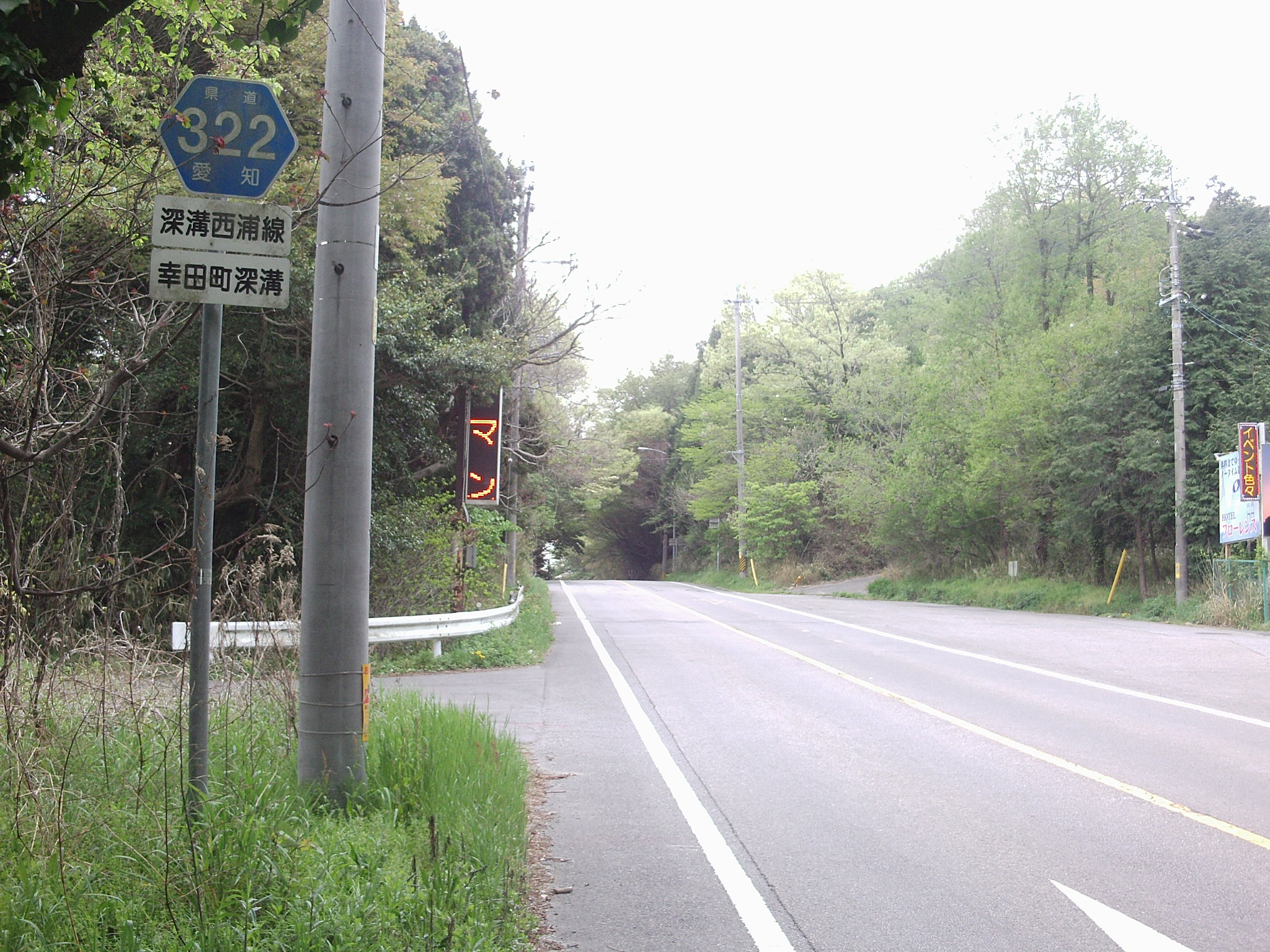
愛知県道322号。

深溝（ふこうず）は、愛知県額田郡幸田町の地名。

## 地理
深溝は幸田町の最も南に位置し、幸田町の南東端にある大字である。三ヶ根山（さんがねさん）と遠望峰山（とぼねやま）に挟まれ広い谷のような地形である。山で四方が隔てられており、開発が遅れたために田舎である。現在は国道248号が通り、徐々に発展しつつある。深溝には東海道本線が縦断し、三ケ根駅を中心に街が広がっている。

## 歴史

### 戦国時代以前
深溝には東光寺遺跡があり、縄文時代からの集落だったと考えられる。海が近かったため非常に豊かで、長野県のものと思われる黒曜石が出土し内陸部の集落と交流があったと考えられている。
東光寺遺跡では竪穴建物が見つかり、非常に発展したといえる。ガラス玉や、弥生時代後期のものと考えられる無痕の土器などが、出土した。この時代にしては、大きな集落だったという。
古墳時代には支配者層を葬ったと思われる古墳が3つ確認されている。日向山古墳、見晴山古墳、馬乗二号墳である。
鎌倉時代となった寛喜3年（1231年）大場氏が深溝城を建城。
室町時代の寛正6年（1465年）、大場次郎左衛門兄弟等が額田郡井ノ口村に砦を構え、東海道の往来を妨げる事件が起きた。幕命によって彼等は松平信光親子に討たれた。松平氏の深溝進出が始まり、大場はこれと戦わざるを得ない状況になったと思われる。
大永4年（1524年）に深溝城が、松平信光の子、松平忠定に奪われる。

## 世帯数と人口
2015年（平成27年）10月1日現在の世帯数と人口は以下の通りである。
| 大字 | 世帯数    | 人口    |
| ---- | --------- | ------- |
| 深溝 | 1,828世帯 | 5,357人 |

### 人口の変遷
国勢調査による人口の推移
| 1995年（平成7年）  | 4,970人 | [ 5 ] |  |
| 2000年（平成12年） | 5,134人 | [ 6 ] |  |
| 2005年（平成17年） | 5,085人 | [ 7 ] |  |
| 2010年（平成22年） | 5,211人 | [ 8 ] |  |
| 2015年（平成27年） | 5,357人 | [ 2 ] |  |

## 施設
- 幸田町立南部中学校
- 幸田町立深溝小学校
- 深溝保育園
- 幸田あけぼの第二幼稚園
- 本光寺
- 幸田町郷土資料館 F86戦闘機の展示がある
- 御祖神社
- 深溝神社
- 松林寺
- 本隆寺
- 長満寺
- 円宗寺
- 円性寺
- 深溝運動公園
- 里公園
- 舟山公園
- 沢渡公園
- 三ヶ根南公園
- 海谷住民広場
- 岡崎警察署深溝駐在所
- 中部電力深溝変電所
- JAあいち三河深溝支店
- 蒲郡信用金庫三ケ根支店
- スーパーセンタートライアル幸田店
- ファミリーマート幸田深溝店
- ローソン幸田上天白店
- ミニストップ幸田深溝店
- モスバーガー三ケ根店
- カラオケまねきねこ幸田店
- ソフトバンク三ヶ根

## 交通
電車
- JR東海道本線
  - 三ケ根駅

道路
- 国道23号
  - 名豊道路の一部
- 愛知県道41号西尾幸田線
- 愛知県道322号深溝西浦線
- 愛知県道376号三ヶ根停車場拾石線
- 愛知県道383号蒲郡碧南線
- 愛知県道483号岡崎幸田線
- 愛知県道525号蒲郡環状線
  - 旧三河湾スカイライン

## その他

### 日本郵便
- 郵便番号 : 444-0124[3]（集配局：幸田郵便局[9]）。